# Ebonyi (cidade)
Ebonyi é uma área de governo local do estado de Ebonyi na Nigéria, sua sede é na cidade de Ugbodo.
Possui uma área de 6400 km² e uma população de 4,339,136, segundo o censo de 2005.
O código postal da área é de 480. As cidades, as aldeias e os códigos postais da área urbana podem ser encontrados no Código postal do estado de Ebonyi E no de Abakaliki.